# Dylan Efron
Nicholas Dylan Harrison Efron noto come Dylan Efron (San Luis Obispo, 6 febbraio 1992) è un attore statunitense.
È il fratello minore dell'attore Zac Efron.

## Filmografia

### Attore
- Entertainment Tonight Canada – serie TV, episodio 13x95 (2018)
- MMI: Charity Celebirty Bowling Tournament – miniserie TV, episodio 2x1 (2019)
- Great Global Clean Up – documentario TV (2020)
- Male Model – documentario TV (2021)

### Assistente alla produzione
- Duri si diventa (Get Hard), regia di Etan Cohen (2015)
- CHiPs (CHIPS), regia di Dax Shepard (2017)
- L'amore criminale (Unforgettable), regia di Denise Di Novi (2017)

### Produttore
- By Hand – documentario TV (2020)
- Zac Efron: con i piedi per terra (Down to Earth with Zac Efron) – miniserie TV, 8 episodi (2020)